# Spotless
|  | Denne artikel er oprettet af botten PalnaBot ud fra en ekstern database. Den kan derfor have sproglige fejl eller mangler. Denne skabelon kan fjernes efter kontrol af indholdet. |

Spotless er en kortfilm fra 1999 instrueret af Jessica Nilsson efter manuskript af Jessica Nilsson, Lulu Marie Pedersen.

## Handling
En gyser om den moderne kvinde, som opvarter sin mand på en meget traditionel vis, men med et overraskende resultat. Vi indføres rationelt i hvordan hun gør rent efter ham. En forrygende musisk historie om hvilke midler, der er bedst at bruge i hvilke situationer.